# Воронов (Ивано-Франковский район)
Воронов (укр. Воронів) — село в Рогатинской городской общине Ивано-Франковского района Ивано-Франковской области Украины.
Население по переписи 2001 года составляло 144 человека. Занимает площадь 6,712 км². Почтовый индекс — 77020. Телефонный код — 3435.